# 托斯克方言
托斯克方言（阿爾巴尼亞語：或toskërisht）是阿爾巴尼亞語的南部方言，使用此語言的的族群稱為托斯克人，與北方的蓋格方言分布以什昆賓河為界。標準阿爾巴尼亞語是基於托斯克方言。
托斯克方言大部分的使用者分布於Myzeqe地區、Labëria地區和查梅里亞地區。希臘的阿爾瓦尼蒂卡方言和義大利的阿爾伯雷什方言都源於托斯克方言，他們的祖先原居於保加利亞的曼德里察。1980年代初，在北馬其頓有近3000名托斯克方言的使用者。

## 外部連結
- ISO 文件資料 （页面存档备份，存于）
- Wikitongues: Enkelejd speaking Tosk Albanian （页面存档备份，存于）